# Němčice u Holešova
Němčice (deutsch Niemtschitz) ist eine Gemeinde in Tschechien. Sie liegt sieben Kilometer nordwestlich von Holešov und gehört zum Okres Kroměříž.

## Geographie
Němčice befindet sich am Fuße der Podbeskydská pahorkatina (Vorbeskidenhügelland) in der Obermährischen Senke (Hornomoravský úval). Das Dorf liegt rechtsseitig des Baches Kostelecký potok. Nördlich erhebt sich der Holý kopec (360 m) und im Nordosten der Hrad (363 m). Zwei Kilometer westlich verläuft die Autobahn D 1. 
Nachbarorte sind Stará Ves im Norden, Kostelec u Holešova und Kocanda im Nordosten, Roštění im Osten, Tučapy, Holešov und Rymice im Südosten, Količín, Třebětice, Pravčice und Hulín im Süden, Skaštice und Břest im Südwesten, Chropyně und Žalkovice im Westen sowie Říkovice im Nordwesten.

## Geschichte
Die erste urkundliche Erwähnung von Nemeziz erfolgte 1261, als Ottokar II. Přemysl einen Anteil des Dorfes zusammen mit Oujezd dem Bischof Bruno von Schauenburg für seine treuen Dienste schenkte. Im Jahre 1267 wurde Nemziz im Testament des Bischofs genannt. Nach dessen Tode bildete dieser Teil ein Lehngut des Bistums Olmütz. 1320 wurde der Ort als Nemczicz bezeichnet. Seit 1542 besaß das Bistum das gesamte Dorf Niemczicze. Kardinal Ferdinand Julius von Troyer ließ 1747 ein Erbgericht errichten, dessen Besitzer von der Fron befreit wurden sowie das Schankrecht für Bier, Wein und Branntwein erhielten. Im Jahre 1750 bestand das Dorf aus 19 Bauern und drei Podsedeken. 1770 standen in Niemczicze 40 strohgedeckte Holzhäuser. Zwanzig Jahre später war das Dorf auf 48 Häuser angewachsen und hatte 325 Einwohner. Die Bewohner lebten zunächst von der Weidewirtschaft. Die Weiden wurden im Laufe der Zeit zu Ackerland kultiviert und darauf Korn, Hirse, Linsen, Erbsen, Hanf und Flachs angebaut. Ab 1838 erfolgte der Zuckerrübenanbau. Gepfarrt ist das Dorf seit eh und jeh nach Kostelec. Bis zur Mitte des 19. Jahrhunderts blieb der Ort immer den bischöflichen Gütern Kroměříž untertänig. 
Nach der Aufhebung der Patrimonialherrschaften bildete Niemczicze / Niemtschitz ab 1850 eine Gemeinde in der Bezirkshauptmannschaft Holleschau. Der heutige Ortsname Němčice wird seit 1872 verwendet. 1886 entstand in Němčice eine eigene Schule, zuvor fand der Unterricht in Kostelec statt.
Im Jahre 1890 lebten in den 69 Häusern des Dorfes 439 Personen. 1895 entstand eine Dampfdreschmaschinengenossenschaft mit 13 Mitgliedern. Die Schützengilde gründete sich im Jahre 1901, 1903 bildete sich eine Genossenschaft für die Pflege der Rinderzucht und im Jahre darauf eine zweite Dampfdreschmaschinengenossenschaft. Die Schule wurde 1908 für den zweiklassigen Unterricht erweitert und erhielt eine Turnhalle. Am 2. Juni 1929 bildete sich die Freiwillige Feuerwehr. Beim Zensus von 1930 wurden in Němčice 543 ausschließlich tschechische Einwohner gezählt, die sich auf 91 Häuser und einen Eisenbahnwaggon verteilten. 1961 wurde die Gemeinde dem Okres Kroměříž zugeschlagen. 1972 entstand in dem Dorf eine der ersten Futtermittelmischanlagen der Tschechoslowakei. 1976 wurde Němčice nach Kostelec u Holešova eingemeindet. Im Jahre 1977 wurde die Schule geschlossen und die Kinder nach Kostelec umgeschult. Das Schulhaus dient seither als Kindergarten. Seit dem 1. Juli 1990 bildet Němčice wieder eine eigene Gemeinde, Sitz des Gemeindeamtes ist das ehemalige Schulgebäude. Ethnographisch gehört das Dorf zur Hanna.

## Wappen
Němčice führt ein Wappen und Banner. Es wurde vom Heraldiker Jiří Louda gestaltet und zeigt rechtsseitig das Nesselblatt aus dem Wappen Bruno von Schauenburgs. Die halbierte Garbe in der linken Hälfte symbolisiert den landwirtschaftlichen Charakter des Ortes.

## Ortsgliederung
Für die Gemeinde Němčice sind keine Ortsteile ausgewiesen. Das Dorf besteht aus den Ortslagen Horník, Dědina und Zabrání.

## Sehenswürdigkeiten
- Kapelle, errichtet im 19. Jahrhundert
- Sühnekreuz, an den Obstgärten am Weg nach Stará Ves, die Inschrift ist nicht mehr lesbar
- Glockenturm aus dem 19. Jahrhundert
- Denkmal für die Opfer des Ersten Weltkrieges, geschaffen 1925 im Park vor der Schule